# Monster School
Monster School (夜ニモマケズ！?, Yoru nimo makezu!, lett. "Nemmeno la notte mi sconfigge!") è un manga umoristico in 2 volumi di Majiko pubblicato in Giappone dalla casa editrice Kadokawa Shoten sulla rivista Asuka.
In Italia è stato pubblicato dalla casa editrice Play Press Publishing.

## Trama
I protagonisti di questa storia sono Niko e suo fratello Acchan, che sopravvivono con il lavoro a domicilio di lei, che fa fiori di carta, e i lavori saltuari di lui, che viene sempre licenziato dopo una settimana.
Un giorno Acchan viene assunto per fare il professore di una scuola molto particolare: il corso serale infatti è seguito da mostri che la nostra povera Niko dovrà avere per compagni di classe. L'unico che assomiglia di più ad un umano è Ren, un ragazzo silenzioso e affascinante, che aiuterà la ragazza in diverse occasioni, l'unico a starle vicino.

## Personaggi
Niko
La protagonista della storia, ha quindici anni e fa fiori di carta come lavoro a domicilio. Frequenta i corsi serali del liceo St.Lunatic e ha un fratello di nome Acchan.
Ren
Il mostro più simile ad un umano della classe. Anche se non lo vuole ammettere, tiene molto a Niko.
Preside
È un tipo strano che va in giro per la scuola travestito da qualche animale. È un dongiovanni e il padre di Ren.
Signorino Isu
L'aiutante del preside, lo sgrida sempre per la sua mancanza del senso del dovere.
Hinagiku
Una ragazza dei corsi normali che scopre la classe dei mostri e per questo rischia di veder vista cancellata la memoria. È ricchissima e innamorata di Ren.
Aroma
È l'infermiera dei corsi serali, mezza sirena che vive nello stagno della scuola. È ostile con gli umani e innamorata di Ren.
Acchan
È il fratello di Niko, non riesce a trovare lavoro per più di una settimana finché non diventa insegnante al St. Lunatic.
Eden
Bel ragazzo che vuole diventare preside della St.Lunatic per debiti con il padre di Ren. Ha un pessimo senso dell'orientamento, è ricchissimo e innamorato di Niko.